# Reglas de Fajans

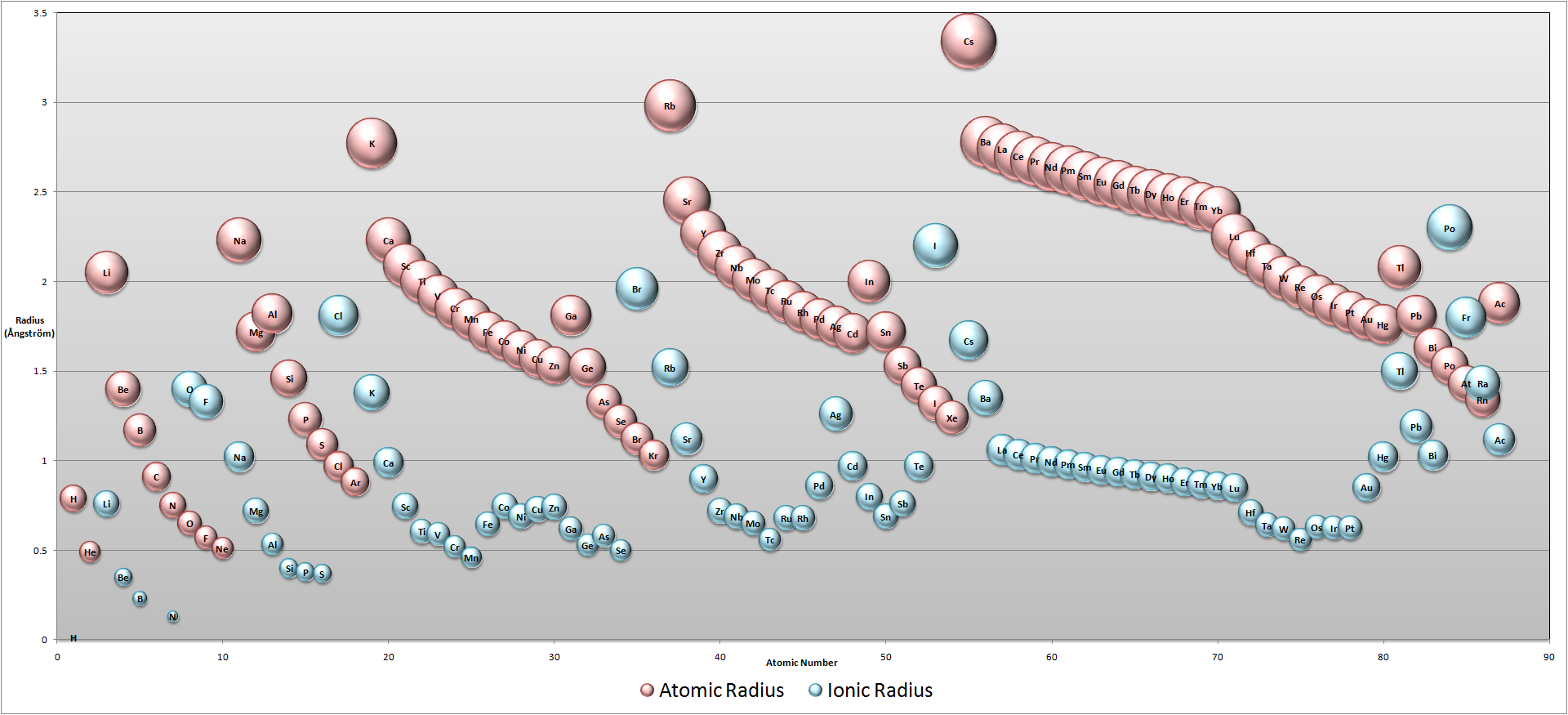
Gráfico que ilustra la relación entre el radio atómico e iónico

En química inorgánica, las reglas de Fajans, formuladas en 1923 por el físicoquímico estadounidense de origen polaco Kasimir Fajans (1887–1975), se utilizan para predecir si un enlace químico será un enlace covalente o un enlace iónico, y dependen de la carga del catión y del tamaño relativo del catión y el anión.
Las reglas de Fajans se pueden resumir en tres puntos:
- Regla 1: cuanto más polarizante es el catión, mayor carácter covalente tendrá el enlace. El carácter polarizante de un catión aumenta al aumentar su relación carga/radio, q/r.

- Regla 2: cuanto más polarizable es el anión, mayor carácter covalente tendrá el enlace. La polarizabilidad del anión aumenta al aumentar el radio y la carga. En el caso de los halógenos la polarizabilidad crece en el siguiente orden: F < Cl < Br < I.

- Regla 3: la polarización del enlace y por lo tanto su carácter covalente, aumenta cuando la configuración electrónica del catión no es la de un gas noble. Esto se da en los metales de transición y en las tierras raras (lantánidos y actínidos) debido a que sus orbitales d y f se extienden lejos del núcleo y por ello son fáciles de polarizar al ser menos atraídos por el núcleo.

Por ejemplo el cloruro sódico tiene un catión (Na+) con carga de (+1) y un tamaño relativamente grande de en torno a 1 Å y un anión (Cl-) relativamente pequeño (para ser anión) de 2 Å y por lo tanto el enlace es iónico. Contrariamente el ioduro de aluminio (AlI3) tiene un catión trivalente (+3) muy polarizante y un anión muy grande (y por lo tanto polarizable) por lo que su enlace tiene carácter covalente.

## Regla de Ephraim-Fajans
Tras la observación de datos de solubilidad de distintos haluros alcalinos F. Ephraim (1920) y K. Fajans (1921) establecieron que sales con contraiones de radio próximo son relativamente poco solubles, en comparación con sales cuyos contraiones tienen distintos tamaños.